# Władlen Bachnow
Władlen Jefimowicz Bachnow (ros. Владлен Ефимович Бахнов; ur. 14 stycznia 1924, zm. 26 listopada 1994) – radziecki pisarz, poeta oraz scenarzysta. Pochowany na Cmentarzu Pieriediełkińskim w Moskwie.

## Wybrane scenariusze filmowe
- 1963: Rzut karny[2]
- 1971: Dwanaście krzeseł
- 1973: Iwan Wasiljewicz zmienia zawód
- 1975: To niemożliwe!
- 1977: Incognito z Petersburga
- 1980: Po zapałki
- 1981: Zdarzyło się nocą
- 1982: Totolotek 82